# Wólka Plebańska
Wólka Plebańska es un pueblo ubicado en la gmina Biała Podlaska, distrito de Biała Podlaska, voivodato de Lublin, Polonia.

## Superficie
Cuenta con una superficie de 17,66 kilómetros cuadrados.

## Demografía
Hasta 2011 la población era de 403 habitantes, con una densidad de población de 22,82 habitantes por kilómetro cuadrado. Estaba conformada por 204 hombres (50,6%) y 199 mujeres (49,4%), según el censo de la Oficina Central de Estadística.